# Antoine Le Couteulx de Verclives
Antoine Louis Le Couteulx, seigneur de Verclives, né le 20 avril 1722 à Rouen, où il est mort le 7 décembre 1810, est un industriel et négociant français. Sans être lui-même armateur, il a néanmoins financé avec sa firme plusieurs expéditions de traite négrière. Il fut aussi maire de Rouen sous l'Ancien Régime, de 1774 à 1776.

## Biographie

### Famille d'anciens drapiers devenus banquiers
Appartenant à une ancienne famille de banquiers établis à Rouen, Paris et Cadix, Antoine Le Couteulx est le fils du négociant-banquier Antoine Le Couteulx, juge-consul de Rouen, et de Catherine Bouëtte. 

### Mariages consanguins
Afin de consolider les alliances entre certaines branches d'une même famille, l'endogamie familiale des dirigeants de la société est favorisé. Ce système d'alliances croisées entre fratries de cousins a nécessité plusieurs dispenses de consanguinité.
Ainsi, Antoine épouse-t-il successivement trois de ses cousines : Marie Françoise Louise Rolland (fille de Romain Jacques Pierre Rolland et de Marie Louise Le Couteulx) en 1750, Marie Catherine Geneviève Pommeraye (fille de Louis Pommeraye, seigneur de Grand-Couronne, conseiller du roi, maître ordinaire en la Cour des comptes, aides et finances de Normandie, et de Marie Catherine Le Couteulx de La Noraye) en 1758, et enfin Marie Louise Aimée Le Couteulx de La Noraye (fille de Thomas-Barthélemy Le Couteulx et de Marie Catherine Garnier) en 1761 (dot de 80 000 livres). Et de son côté, la sœur d'Antoine épouse en 1775 le frère de cette troisième épouse, le comte Jean-Barthélémy Le Couteulx de Canteleu (dot de 647 000 livres).
Antoine et Marie Louise Aimée marient en 1792 leur fils Barthélemy-Pierre à Louise Fouache, fille du riche armateur négrier havrais Martin-Pierre Foache, dont la dot s'élève à 300 000 livres.

### Négoce et traite négrière
Suivant la voie familiale, il s'adonne au négoce. Second consul de Rouen le 2 août 1752, puis syndic de la Chambre de commerce de la Province de Normandie en 1767, 1782 et 1789. Il est maire de Rouen de 1774 à 1776.
À partir de 1784, la société familiale des Le Couteulx investie massivement dans la traite négrière par le biais de la société en commandite que dirige Jean-Laurent Ruellan. Entre 1785 et 1791, les navires armés par les Le Couteulx atteignent la proportion de 6,8 % des 145 armements négriers havrais recensés durant cette période. Ces expéditions déportent 2 500 esclaves, de Guinée et du Mozambique vers les Antilles françaises et Saint-Domingue.

### Acquisitions immobilières
En 1783, il rachète pour lui seul, l'hôtel particulier situé 34 rue aux ours, qui servait de siège à la société familiale. Par licitation, l'ensemble de bâtiment lui est vendu pour la somme de 105 000 livres. Il acquiert ensuite en 1786 l'importante seigneurie de Verclive, ainsi que son château, pour la somme de 132 400 livres.

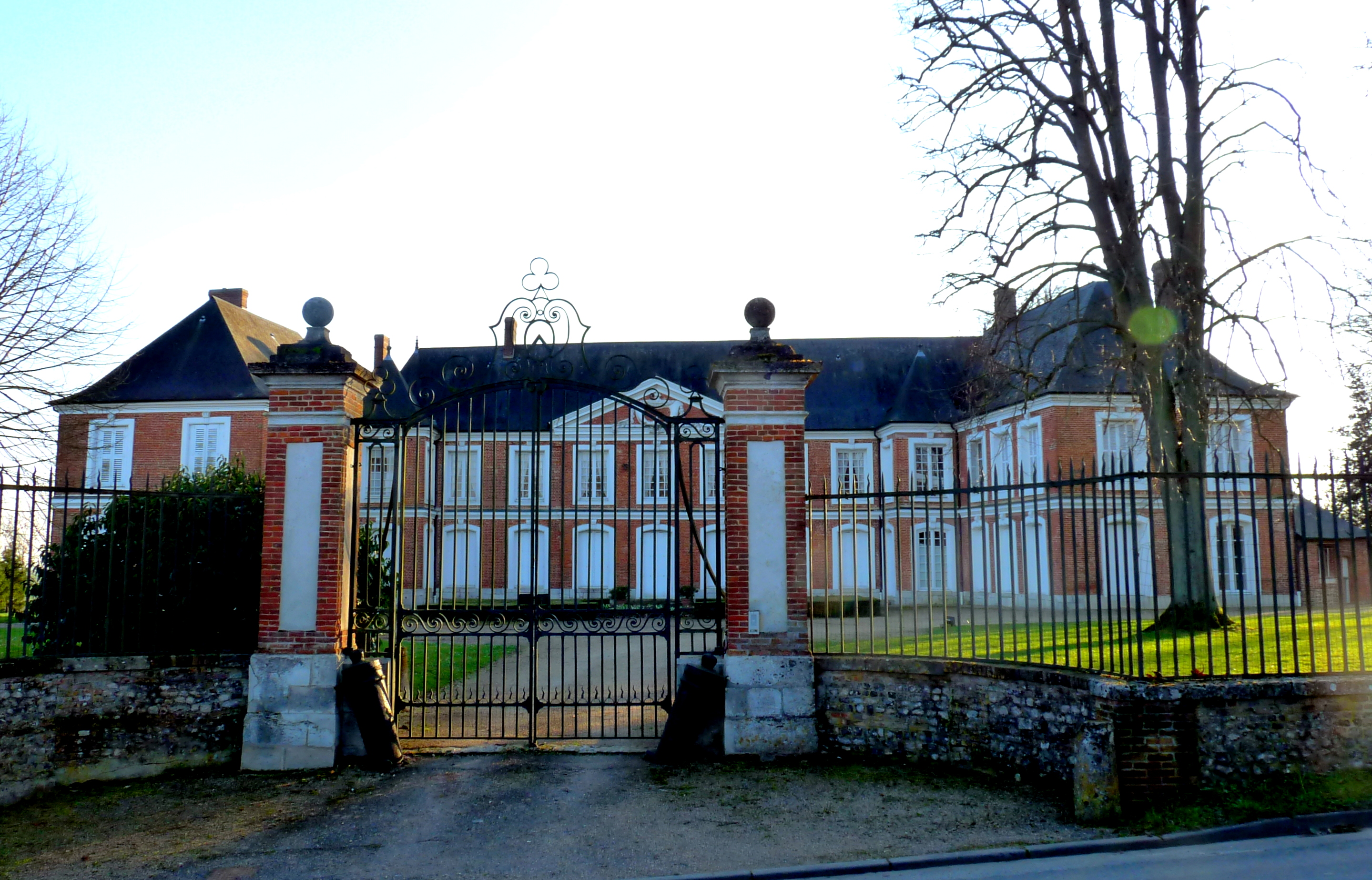
Le château de Verclives.

Enfin, il achète une charge de conseiller-secrétaire du roi, maison et couronne de France en 1753. Il est le mécène de Jean-Jacques Le Veau. Sa fortune estimée est d'1,5 million de livres en 1793.